# Považie

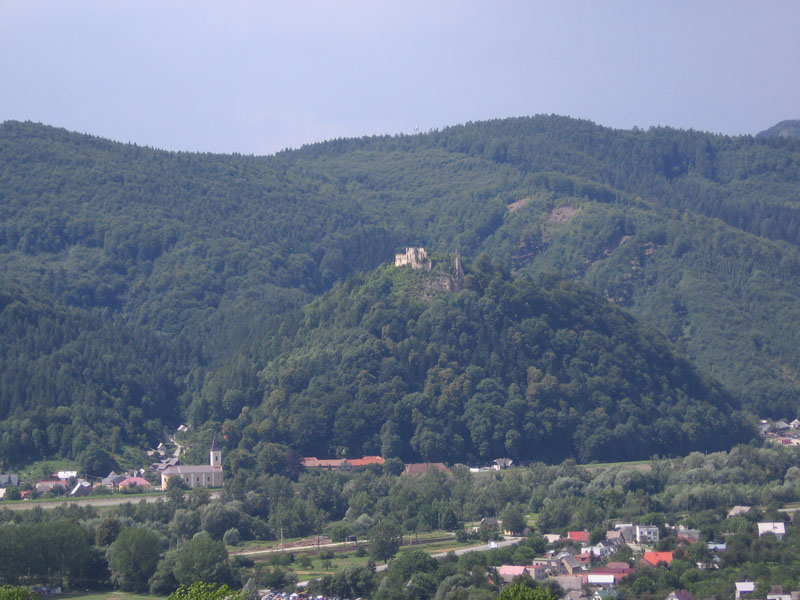
Château de Považie

La Považie est une région naturelle de Slovaquie, qui désigne généralement un ensemble constitué des régions touristiques de la Haute-Považie, la Moyenne-Považie et la Basse-Považie, soit la zone autour de la rivière Váh, depuis le col de Strečno jusqu'à son embouchure dans le Petit Danube.
Cette région est la plus ancienne zone habitée de Slovaquie, et, grâce à sa géographie particulière, plusieurs routes commerciales y furent construites dès le Moyen-Âge, pour relier la Hongrie à la Moravie et la Bohème. De même, au XIIIe siècle, plusieurs châteaux forts furent dressés dans la région. La Považie demeure toujours un axe de communication important dans le pays, traversée par l'autoroute D1, et la ligne de chemin de fer de Bratislava à Žilina.